# Valósidejű óra

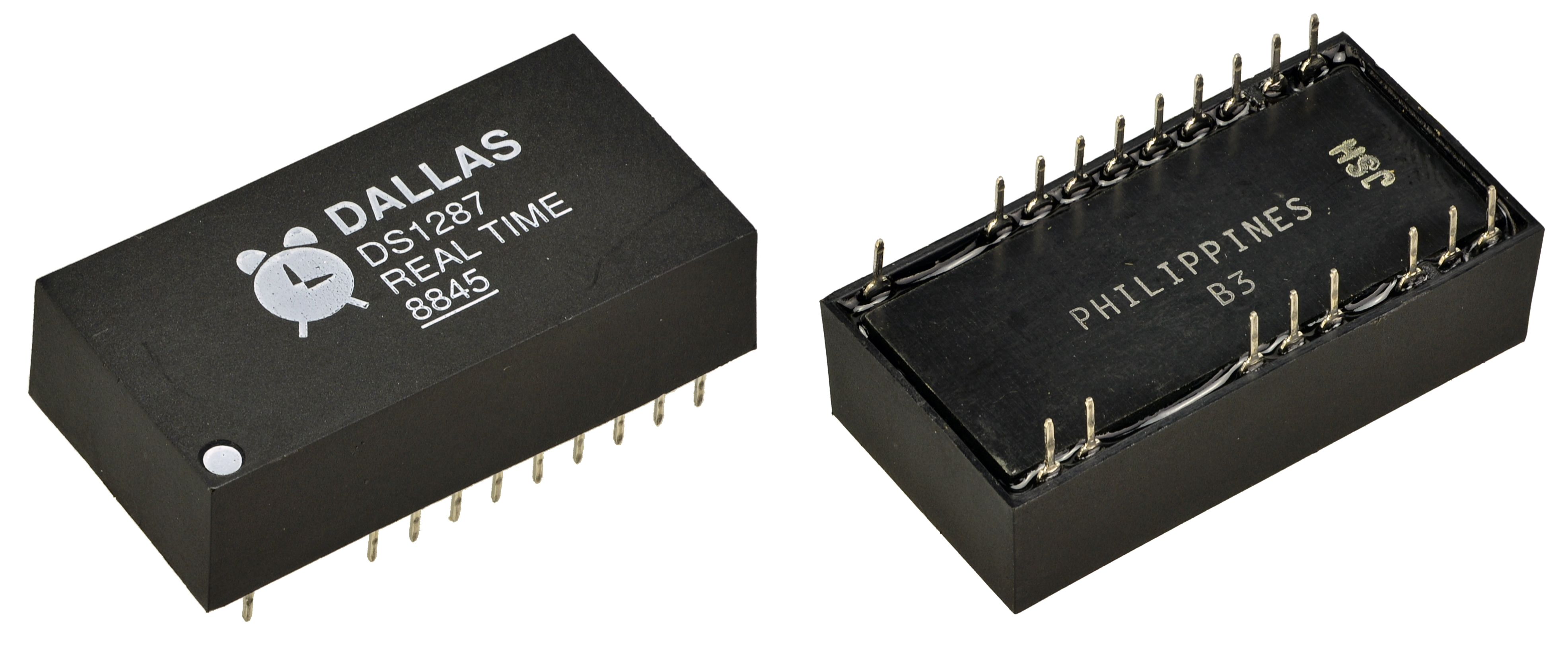
1988-ban gyártott Dallas Semiconductor DS1287 RTC

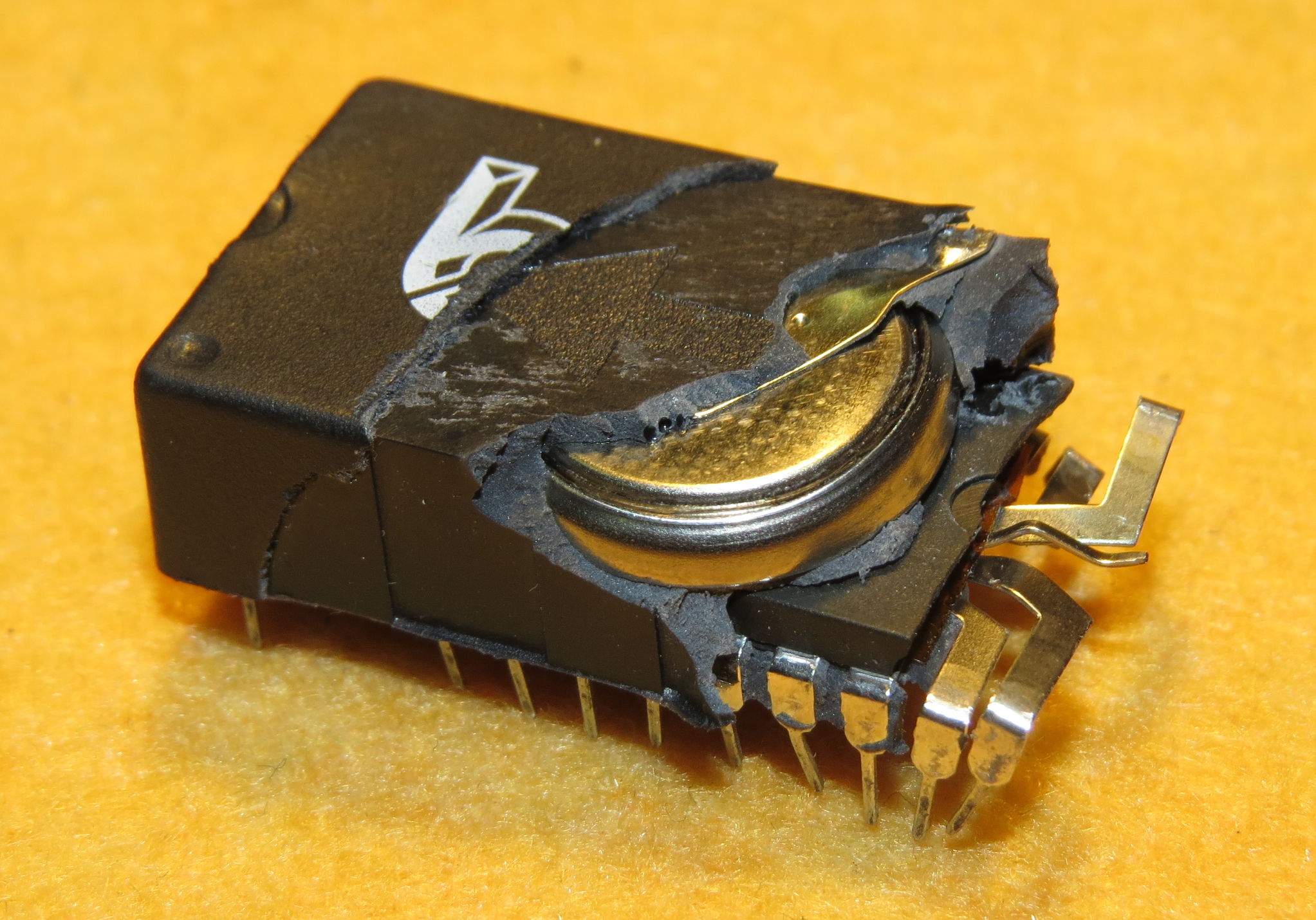
RTC modul belső szerkezete roncsolás után

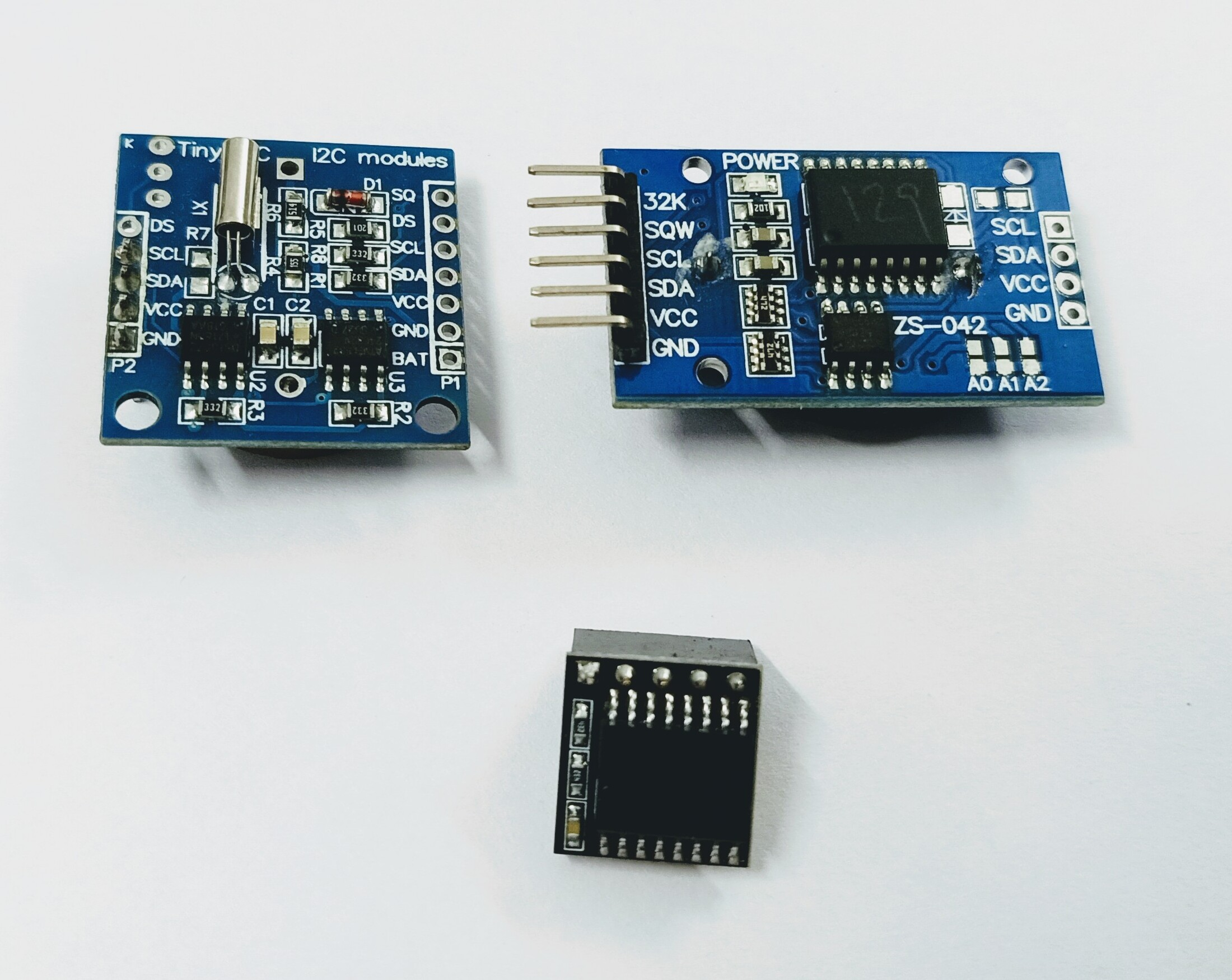
Modern, illetve helyettesítő RTC modulok

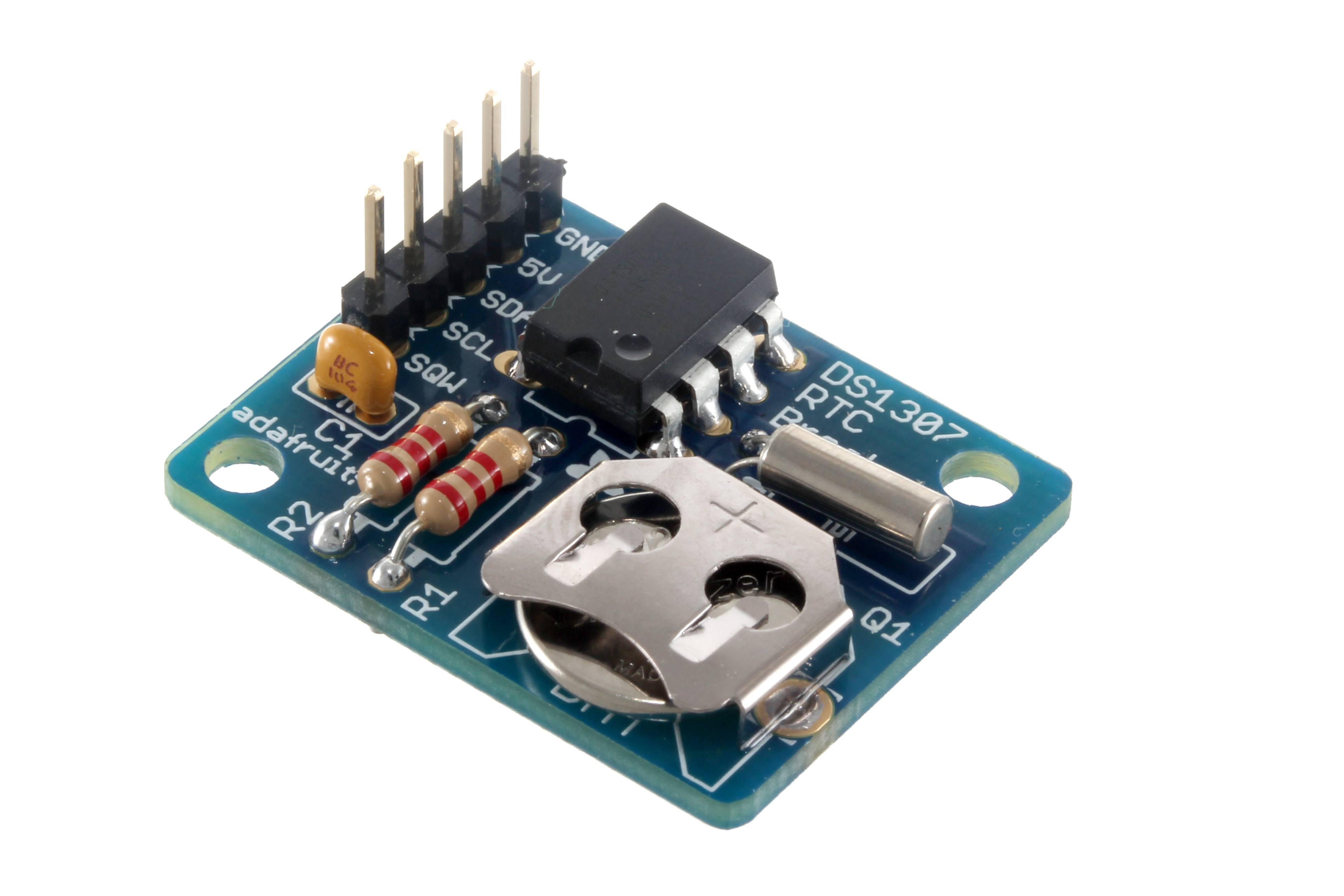
Adafruit DS1307 RTC modul

A valósidejű óra (angolul: real-time clock, röviden: RTC) a számítógép kikapcsolt állapotában is működő időmérő eszköz. Leggyakrabban CMOS integrált áramköri technológián alapulnak, amelyek működését a gép kikapcsolt állapotában az alaplapra szerelt kisméretű akkumulátor (általában lítium alapú gombelem) vagy újabban szuperkondenzátor biztosítja. Személyi számítógépekben, szerverekben, beágyazott rendszerekben és más elektronikus eszközökben alkalmazzák őket.

## Fogalom
A valósidejű óra megnevezés az emberi időegységekben történő valósidejű időszámítást takarja. A digitális elektronikában azonban alapvetően órajelgenerátorok keltik a nyomtatott áramköri elemek számára szükséges órajeleket, mely teljesen más, mint az emberi időszámítás.

## Történet
Az 1980-as évek elején megjelent első IBM PC-k, majd az IBM PC/XT-k sem rendelkeztek a számítógép kikapcsolt állapotában is működő belső órával, így ahhoz, hogy a gép pontos időt és dátumot mutassa, a felhasználónak a gép minden egyes bekapcsolásakor meg kellett adnia azt. A helyzet általános jellegű volt, hiszen a korabeli mikroszámítógépek, de például az 1985-ben megjelent Amiga vagy az Apple II modellek többsége sem tartalmazott gyárilag beépített RTC-t. Bár már az XT-khez is fejlesztettek ki e problémát áthidaló bővítőkártyákat, a valósidejű óra csak az IBM AT kategóriájú gépekben jelent meg standard kiegészítő áramkörként 1984-ben.

## Felépítés és működés
Az idő tárolásához egy kis kapacitású, CMOS technológiával készült - és ennek megfelelően kis teljesítményfelvételű - akkumulátorral vagy gombelemmel megtáplált RAM memóriát alkalmaznak, amely így a gép kikapcsolt állapotában is működőképes marad. Ugyanez az áramforrás táplálja a memóriaegységgel egybeépített órajelgenerátort is, amely az idő számlálásáról gondoskodik. Az egység alapértelmezett órajele 32768 Hz, ami azonban a frekvencia-leosztás állításával változtatható. Ez ugyanaz a frekvencia, melyet a kvarcórákban is alkalmaznak. Az RTC-k leggyakrabban kristályoszcillátort vagy kerámiarezonátort alkalmaznak stabil frekvencia előállítására.
A CMOS memóriaegységek mérete 64, ill. 128 bájt lehet. Mivel azonban az óraáramkör ebből csak az első 14 bájtot használja, a fennmaradó cellákat a számítógép konfigurációs adatainak tárolására alkalmazzák, ezáltal kiváltva a PC-k és XT-k esetén alkalmazott, kissé nehézkes DIP-kapcsolós megoldást. A CMOS memória tartalma három csoportra bontható: a RTC által használt cellák, a szabványos konfigurációs területek és a BIOS-gyártó-specifikus konfigurációs adatok. A valósidejű óra adatait minden rendszer ugyanúgy használja fel és értelmezi.
CMOS helyett manapság már inkább NVRAM chipeket használnak a BIOS beállításainak tárolására. Az RTC modul a déli híd (southbridge) lapka része lett.

## Alkalmazások
Számos integrált áramkör gyártó készít RTC-ket, mint például az NXP Semiconductors, a Texas Instruments, az Analog Devices, vagy az STMicroelectronics. Legfőképpen személyi számítógépekben, szerverekben, illetve beágyazott rendszerekben alkalmaznak RTC-ket, de számos más elektronikus eszközben is megtalálhatók. Az egykártyás számítógépben alkalmazott RTC-k többsége Analog Devices (Maxim Integrated) gyártmány, nevezetesen a DS1307 típus.
PC-kben a valósidejű óra technológia alapfelszereltségként 1984-ben az IBM PC/AT szabványnak megfelelő számítógépekkel mutatkozott be, melyek eleinte Motorola gyártmányú MC146818 RTC chipeket tartalmaztak. Később a Dallas Semiconductor jellegzetes fekete téglalap alakú, gombelemet is magában foglaló tokozással gyártott tömegesen a PC-klón gyártók számára óramodulokat. Jelenleg az RTC funkció a déli híd vezérlőáramkör része a számítógépekben.
Léteznek még rádió- és szoftveralapú RTC-k is. A mobiltelefonok LTE szabványa a helyi idő közvetlen elérését teszi lehetővé. Internetes-elérés megléte esetén elérhető a telefon vagy számítógép számára a hálózati idő protokoll (NTP), mely az egyezményes koordinált világidőt szolgáltatja a szökőmásodperccel kiegészítve. A rádióvezérelt órák pedig rendszeres időközönként rádióhullám alkalmazásával atomórához szinkronizálják magukat. Olyan elektronikus eszközök esetén, melyek nem rendelkeznek beépített hardveres RTC-vel, szoftveresen is ki lehet alakítani valósidejűhöz közeli órát a kvarckristályok, illetve rezonátorok által szolgáltatott órajelekből szoftveres számítással. Ilyen ingyenes szoftveres RTC megoldást láthatunk például Arduino fejlesztőplatformokhoz.